# Quasispezies (Virologie)
Unter Quasispezies versteht man in der Virologie das Auftreten verschiedener, gleichzeitig vorhandener Varianten eines ursprünglich infizierenden Virus innerhalb desselben Wirtes (Fluchtmutanten). Dabei entstehen die Varianten durch Mutationen des viralen Genoms und Selektion durch die Reaktion des Immunsystems. Das Konzept der Quasispezies viraler RNA wurde erstmals 1985 als Beschreibung der Heterogenität von Nukleinsäuren in die Virologie eingeführt.
Eine besondere medizinische Rolle spielt die Entstehung von Quasispezies bei Viren, die RNA als Genom besitzen (z. B. das HI-Virus und das Hepatitis-C-Virus) oder eine RNA-Zwischenstufe während der Replikation eines DNA-Genoms verwenden (die Familie Hepadnaviridae z. B. das Hepatitis-B-Virus). Durch Entstehung von Quasispezies können diese Viren die Reaktionen des Immunsystems beständig unterlaufen und Resistenzen gegen antivirale Medikamente entwickeln. Bei diesen Viren entstehen vor allem deshalb vermehrt Mutationen (und damit auch Quasispezies), da die benötigten RNA-Polymerasen im Gegensatz zu den meisten DNA-Polymerasen keinen Korrekturmechanismus besitzen.
Die ursprüngliche Sequenz des Virusgenoms, mit dem der Organismus infiziert wurde, wird meist als Mastersequenz bezeichnet. Aufgrund der Entstehung der Quasispezies als komplexe Viruspopulationen und der auf sie wirkenden Selektion durch das Immunsystem wie auch der Auslese von Quasispezies mit hoher Vermehrungsrate (replikative Fitness) spricht man bei der Entstehung von Quasispezies auch von viraler Mikroevolution. Es handelt sich um eine Art evolutionäres Wettrennen zwischen dem Immunsystem des Körpers und der Viruspopulation.
Die Bezeichnung Quasispezies ist der molekularen Evolutionstheorie von Manfred Eigen und Peter Schuster entlehnt.

## Belege
1. ↑  Esteban Domingo, Encarnación Martínez-Salas, Francisco Sobrino et al.: The quasispecies (extremely heterogeneous) nature of viral RNA genome populations: biological relevance – a review. In: Gene. Band 40, Nr. 1, 1985, S. 1–8 doi:10.1016/0378-1119(85)90017-4. PMID 3912262
2. ↑  Manfred Eigen und Peter Schuster: A principle of natural self-organization. Part A: Emergence of the hypercycle. In: Die Naturwissenschaften. Band 64, Nr. 11, 1977, S. 541–565, doi:10.1007/BF00450633.